# Скоко, Йосип
Йо́сип Ско́ко (хорв. и англ. Josip Skoko; 10 декабря 1975, Маунт-Гамбир, Южная Австралия) — австралийский футболист, полузащитник.

## Клубная карьера
Семья Скоко хорватского происхождения, поэтому они переехали в Хорватию, когда стала развиваться карьера Йосипа. В «Хайдуке» Йосип дебютировал в сезоне 1995/96. В 1999 году он перешёл в «Генк». Поиграв там 4 сезона, Йосип перебрался в Турцию, в клуб «Генчлербирлиги». Особенно удачно вышли его матчи в Кубке УЕФА 2003/04, когда он был одним из лидеров у турецкого клуба.
Скоко перешёл в «Уиган» перед началом сезона 2005/06 в качестве свободного агента. Заиграть сразу не удалось и уже через полгода, 7 января 2006 года он был отдан в аренду в клуб «Сток Сити» до конца сезона.
В сезоне 2006/07 Пол Джуэлл проявил веру в Скоко и стал ставить австралийца в основу. Он очень удачно сыгрался в полузащите с Полом Шарнером и Дэнни Ландзатом. Скоко продлил контракт с клубом до конца 2008 года, однако было понятно, что этот сезон для него последний в клубе. Во-первых, Скоко сыграл очень мало матчей за «Уиган», а во-вторых, ему не выдавали рабочую визу. Йосип покинул «Уиган».
В связи с таким положением дел, Скоко принялся искать новый клуб, и спустя какое-то время нашёл его. Это был его бывший клуб «Хайдук». Контракт был подписан на два года. По словам Скоко, подписание контракта заняло несколько минут и он очень рад вернуться в клуб, где начинал свою карьеру и за который провёл более сотни матчей.

## Карьера в сборной
Скоко играл в сборной Австралии 10 лет — с 1997 по 2007. Первый свой матч за сборную Скоко сыграл против сборной Македонии в 1997 году. Участвовал в Олимпийских играх 2000 года в Сиднее, в Кубке конфедераций 2001 и 2005. Принимал участие в отборочном цикле к Чемпионату мира 2006 года. Правда на самом чемпионате не сыграл ни одного матча. Последний матч сыграл 11 сентября 2007 против Аргентины.